# Heinz Herre
Heinz Danko Herre (* 23. Januar 1909 in Sankt Avold, Elsaß-Lothringen; † 5. Oktober 1988 in Krün), Dienstnamen Dessau und Herdahl, war ein deutscher Offizier, zuletzt im Dienstgrad eines Brigadegenerals der Reserve der Bundeswehr und Angehöriger des Bundesnachrichtendienstes.

## Leben
Beförderungen
- 1931 Leutnant
- 1933 Oberleutnant
- 1937 Hauptmann
- 1941 Major
- 1943 Oberstleutnant
- 1944 Oberst
- ? Brigadegeneral

Herre wurde 1909 als Sohn eines königlich-preußischen Majors geboren. Nach der Reifeprüfung trat er am 1. April 1927 in Hannover als Offizieranwärter in das 13. (Preußische) Reiter-Regiment ein. 1928/29 besuchte er die Infanterieschule der Reichswehr in Dresden. Am 1. März 1931 wurde er zum Leutnant ernannt und am 1. August 1933 zum Oberleutnant. Ebenfalls 1933 legte er eine Dolmetscher-Prüfung für Russisch ab. Im Oktober 1934 wurde er Zugführer und 1935 Kompaniechef der 4. Kompanie des Pionierbataillons in Hann. Münden, und im Oktober 1936 der 3. Kompanie des Gebirgspionierbataillons 54 in Mittenwald.
1936 war er als Ehrenoffizier zu den Olympischen Spielen in Berlin abkommandiert; er selbst absolvierte zuvor verschiedene Vorbereitungskurse im Fünfkampf. Am 1. Oktober 1937 wurde er Hauptmann und nahm von Oktober 1937 bis August 1939 am Generalstabslehrgang an der Kriegsakademie in Berlin teil. Im August 1939 wurde er Dritter Generalstabsoffizier (Ic) im Führungsstab Wodrig und im Oktober 1939 des XXVI. Armeekorps in Polen, den Niederlanden und Belgien unter Hermann Foertsch. Im Juni 1940 wurde er Zweiter Generalstabsoffizier (Ib) der 3. Gebirgs-Division. Von Juli bis Oktober 1940 war er Ib beim stellvertretenden Generalkommando XVIII. Armeekorps in Salzburg. Von 1940 bis 1942 diente er als Generalstabsoffizier u. a. bei einer Gebirgsdivision. Am 1. Mai 1942 wurde er Gruppenleiter in der Abteilung Fremde Heere Ost unter Reinhard Gehlen. In dieser Position war er zusätzlich in der Zeit 1943/44 Chef des Stabes des Generals der Freiwilligen-Verbände beim Oberkommando des Heeres. Ebenso war er von Juli bis Oktober 1944 als Erster Generalstabsoffizier der 232. Infanterie-Division in Italien eingesetzt, bis er Ende 1944 als Chef des Stabes zu der von Andrei Andrejewitsch Wlassow geführten und an der Seite der deutschen Wehrmacht kämpfenden Russischen Befreiungsarmee kam.
Nach dem Ende des Zweiten Weltkrieges kam Herre in Kriegsgefangenschaft und stieß im Frühjahr 1946 zur Gruppe um Reinhard Gehlen in Fort Hunt in Virginia. Im Juli 1946 kehrte die Gruppe nach Deutschland zurück und wurde als Auswertegruppe in die von Hermann Baun geleitete Operation Rusty integriert, eine von der US-Army finanzierte Nachrichtendienstorganisation mit deutschem Personal. Nachdem Gehlen im Februar 1947 die Führung übernommen hatte, etablierte sich der Name Organisation Gehlen. Baun, der eine tiefe Abneigung gegenüber Herre empfand, schob ihn in die Nordeuropäische Zentrale (NEZ) nach Stadtoldendorf (Niedersachsen) ab. Da Baun Herre keine personelle und materielle Unterstützung zur Verfügung stellte, blieb die NEZ ein Ein-Mann-Unternehmen. Unter Gehlen kehrte Herre in den Leitungsbereich zurück und übernahm im Frühjahr 1947 das neu entstandene Referat Presseauswertung. Sie zog in Schloss Kransberg im Taunus ein. Nachdem die Verantwortung für die Organisation von der US-Army auf die Central Intelligence Agency (CIA) übergegangen war, wurde Herre Stellvertreter von August Winter, einem vom drei persönlichen Mitarbeitern Gehlens, der eine Art Klammer zwischen Beschaffung und Auswertung bildete. Winter hatte jedoch keine nennenswerten Befugnisse und sein Posten hatte im Kern repräsentativen Charakter. Winter und Herre standen sich in starker Antipathie gegenüber. Anfang 1952 übernahm Herre kurzzeitig kommissarisch den Bereich der operativen Meldungsbeschaffung Sowjetunion (Tarnchiffre „50/R“). Anfang 1953 wurde er Leiter der Auswertung („70 F“) und blieb dies auch, als die Organisation als Bundesnachrichtendienst (BND) am 1. April 1956 in die Bundesverwaltung integriert wurde.
Im Sommer 1958 übernahm Herre von Lothar Metz als „Führungsbeauftragter 70 A“ die Verantwortung über alle Abteilungen, Sondereinrichtungen und Außenorganisationen, die für die Informationsbeschaffung über den Ostblock (mit Ausnahme der politischen Beschaffung) sowie für die Gegenspionage zuständig waren. Herres Nachfolger als Leiter der Auswertung wurde Erich Dethleffsen. Seine Laufbahn schloss Herre im Jahre 1970 als BND-Resident in Washington, D.C. und Erster Direktor im Bundesnachrichtendienst (Besoldungsgruppe B 6) ab. Herre war zudem Brigadegeneral der Reserve. Im Verteidigungsfall hätte er die Funktion des Verbindungsoffiziers des BND zur CIA wahrgenommen.
Herre war unter anderem Mitglied im Deutschen Alpenverein, ab dem 22. März 1934 verheiratet mit Christa Margarethe von Wedel und Vater von vier Kindern. Herres (Dienst-)Tagebuch-Aufzeichnungen dienten als Quelle für die Aufarbeitung der Geschichte der Organisation Gehlen und sind im Digitalen Archiv des College of William & Mary online verfügbar.

## Auszeichnungen
- Eisernes Kreuz I. Klasse (17. Mai 1940)
- Kriegsverdienstkreuz mit Schwertern II. Klasse (30. Januar 1943)
- Großes Verdienstkreuz des Verdienstordens der Bundesrepublik Deutschland (12. Januar 1971)